# Avatar: la leyenda de Aang
Avatar: la leyenda de Aang o Avatar: El último maestro del aire (en inglés: Avatar: The Last Airbender [abreviado ATLA] o Avatar: The Legend of Aang) es una serie de televisión animada de acción y fantasía estadounidense creada por Michael Dante DiMartino y Bryan Konietzko y producida por Nickelodeon Animation Studio.
Avatar está ambientado en un mundo de inspiración mayoritariamente asiática (en especial China, Japón y Corea del Sur) en el que algunas personas pueden manipular telequinéticamente uno de los cuatro elementos—agua, tierra, fuego o aire—mediante técnicas conocidas como "control", inspiradas en las artes marciales chinas y artes marciales japonesas. El único individuo que puede controlar los cuatro elementos, el "Avatar", es responsable de mantener la armonía entre las cuatro naciones del mundo y sirve como vínculo entre el mundo físico y el mundo espiritual. La serie se centra en el viaje de Aang, de doce años, el actual Avatar y último superviviente de su nación, los Nómadas Aire, junto con sus amigos Katara, Sokka y Toph, mientras se esfuerzan por poner fin a la guerra de la Nación del Fuego contra las otras naciones y derrotar al Señor del Fuego Ozai antes de que conquiste el mundo. También sigue la historia de Zuko—el príncipe exiliado de la Nación del Fuego, que busca restaurar su honor perdido capturando a Aang, acompañado por su tío Iroh—y más tarde, a su hermana Azula. Avatar se presenta en un estilo que combina tanto el aeni como el anime así como el donghua con los dibujos animados estadounidenses y se basa en imágenes principalmente de la cultura china, la cultura japonesa y la cultura surcoreana con varias otras influencias de diferentes culturas del este de Asia, el sudeste asiático, el sur de Asia, el norte de Asia, los esquimales y los nativos americanos.
Avatar: La Leyenda de Aang fue un éxito de audiencia y recibió elogios de la crítica por sus personajes, referencias culturales, dirección de arte, actuación de voz, banda sonora, humor y temas. Los temas de la serie incluyen conceptos que rara vez se abordan en el entretenimiento juvenil, como la guerra, el genocidio, el imperialismo, el totalitarismo, el adoctrinamiento y la libre elección. Ganó cinco premios Annie, un premio Génesis, un premio Primetime Emmy, un Kids' Choice Awards y un premio Peabody. Muchos críticos consideran que el programa es una de las mejores series de televisión animadas de todos los tiempos.
Avatar se emitió en Nickelodeon durante tres temporadas, desde febrero de 2005 hasta julio de 2008. La franquicia extendida de Avatar incluye una serie de cómics en curso, una serie de novelas precuelas, una serie secuela animada y una película de acción real, así como una serie remake de acción real producida para Netflix. La serie completa se lanzó en Blu-ray en junio de 2018 en honor al décimo aniversario de su final y estuvo disponible para transmitir en Netflix en los Estados Unidos y Canadá en mayo de 2020. y en Paramount+ en junio de 2020.

## Resumen de la serie

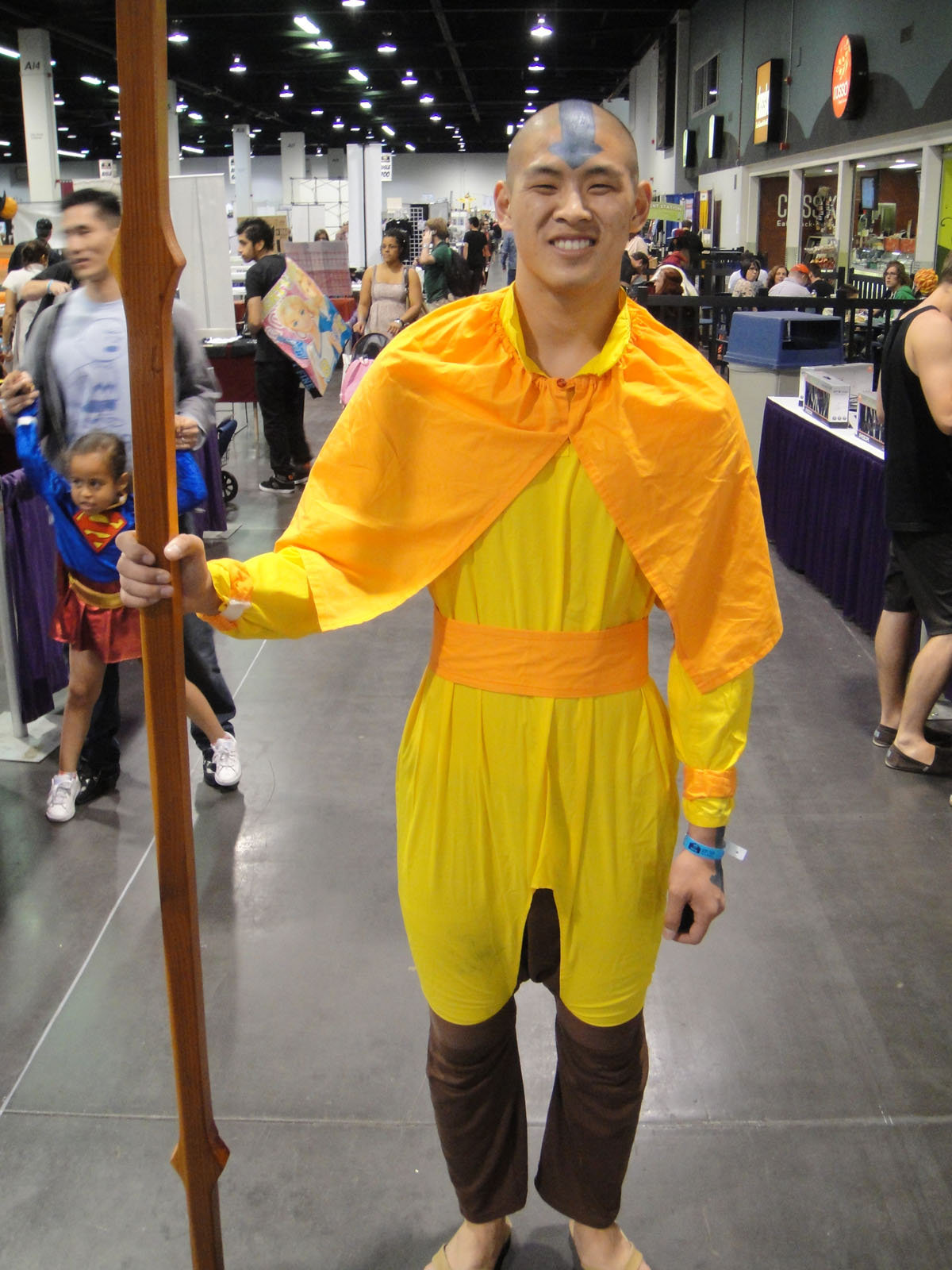
Cosplay del protagonista "Aang

### Escenario
Avatar: la leyenda de Aang está ambientado en un mundo donde la civilización humana se compone de cuatro naciones, nombradas en honor a los cuatro elementos clásicos: las Tribus del Agua, el Reino Tierra, la Nación del Fuego y los Nómadas del Aire. En cada nación, algunos humanos especiales conocidos como "maestros" (benders en el idioma original) (maestros Agua, maestros Tierra, maestros Fuego y maestros Aire), tienen la capacidad de manipular y controlar telequinéticamente el elemento correspondiente a su nación, utilizando gestos basados en las artes marciales chinas y artes marciales japonesas. El "Avatar" es el único individuo con la capacidad de controlar los cuatro elementos.
El Avatar es un mediador y pacificador para las cuatro naciones, cuyo deber es mantener la armonía entre las cuatro naciones y actuar como puente entre el mundo humano y espiritual. Cuando el Avatar muere, su espíritu se reencarna en un nuevo cuerpo, que nacerá en otra nación en un orden establecido conocido como ciclo Avatar: Fuego, Aire, Agua y Tierra. Por tradición, el nuevo Avatar viajará por el mundo para aprender las cuatro artes de control, después de lo cual comenzará en serio su papel como pacificador global. El Avatar puede entrar en una condición conocida como "estado Avatar", en el que obtiene temporalmente las habilidades y conocimientos de todas sus encarnaciones pasadas. Aunque en estado Avatar su poder es abrumador, si el Avatar alguna vez fuera asesinado mientras se encuentra en él, el ciclo de reencarnación se rompería y el Avatar dejaría de existir.

### Sinopsis
Hace un siglo, el joven Avatar Aang, temeroso de sus nuevas responsabilidades, huyó de su hogar y una tormenta lo obligó a huir al océano. Se encerró a sí mismo y a su bisonte volador Appa en animación suspendida en un iceberg cerca del Polo Sur. Poco después, el Señor del Fuego Sozin, el gobernante de la Nación del Fuego, lanzó una guerra mundial para expandir el imperio de su nación. Sabiendo que el Avatar reencarnaría como un maestro aire, llevó a cabo un genocidio contra los Nómadas del Aire, que cronometró con la llegada de un cometa que otorga a los Maestros Fuego un poder tremendo. Cien años después, los hermanos Katara y Sokka, adolescentes de la Tribu Agua del Sur, descubren accidentalmente a Aang y lo sacan de su animación suspendida.
En la primera temporada, Aang viaja con Katara y Sokka a la Tribu Agua del Norte para poder aprender Agua Control y estar preparado para derrotar a la Nación del Fuego. El Príncipe Zuko, el hijo desterrado del actual Señor del Fuego Ozai, los persigue, acompañado por su tío Iroh con la esperanza de capturar al Avatar para restaurar su honor. Aang también es perseguido por Zhao, un almirante de la Nación del Fuego que aspira a ganarse el favor de Ozai. Cuando su armada ataca a la Tribu Agua del Norte, Zhao mata al espíritu lunar; Yue, la princesa de la tribu, sacrifica su vida para revivirla y Aang ahuyenta a la flota enemiga.
En la segunda temporada, Aang aprende Tierra Control de Toph Beifong, una niña prodigio ciega de doce años. Zuko e Iroh, ahora fugitivos del Señor del Fuego, se convierten en refugiados en el Reino Tierra y finalmente se instalan en su capital, Ba Sing Se. Ambos grupos son perseguidos por Azula, la hermana menor de Zuko y una prodigiosa maestra Fuego. El grupo de Aang viaja a Ba Sing Se en busca del apoyo del Rey Tierra para un ataque a la Nación del Fuego programado para un próximo eclipse solar, durante el cual los maestros fuego quedarán impotentes. Azula instiga un golpe de Estado, poniendo la capital bajo el control de la Nación del Fuego, y Zuko se pone del lado de su hermana. Aang es herido de muerte por Azula, pero Katara lo revive.
En la tercera temporada, Aang y sus aliados invaden la capital de la Nación del Fuego durante el eclipse solar, pero se ven obligados a retirarse. Zuko abandona la Nación del Fuego para unirse a Aang y enseñarle Fuego Control a partir de las enseñanzas de los maestros Fuego originales, los dragones. Aang, criado por monjes para respetar toda la vida, lucha con la posibilidad de tener que matar a Ozai para poner fin a la guerra. Cuando el cometa de Sozin regresa, Aang se enfrenta a Ozai y usa sus poderes de Avatar para despojar a Ozai de su Fuego Control; Mientras tanto, los amigos de Aang liberan a Ba Sing Se, destruyen la flota de dirigibles de la Nación del Fuego y capturan a Azula. Zuko es coronado como el nuevo Señor del Fuego y la guerra llega a su fin.

### Temporadas
La serie consta de sesenta y un episodios. El primer episodio—de una hora de estreno—se emitió el 21 de febrero de 2005 en Nickelodeon. La serie concluyó con una película para televisión de dos horas transmitida el 19 de julio de 2008. Cada temporada de la serie se conoce como un «libro», en el que cada episodio se denomina «capítulo». Cada libro toma su nombre de uno de los elementos que Aang debe dominar: Agua, Tierra y Fuego. Las dos primeras temporadas del programa constan cada una de veinte episodios y la tercera temporada tiene veintiuno. La serie completa se lanzó en DVD en las regiones 1, 2 y 4.
A partir de mayo de 2020, la serie completa está disponible en Netflix en Estados Unidos. Se convirtió en el programa más popular de Netflix de EE.UU. en la primera semana de su lanzamiento allí, a pesar de no aparecer en la página principal. El programa rompió el récord de aparición consecutiva más larga en la lista diaria de los diez primeros de Netflix, con 60 días consecutivos en la lista, uno de los dos únicos programas entre los diez poseedores del récord que no era una serie original de Netflix en julio de 2020. Más tarde, en junio de 2020, la serie completa estuvo disponible en Paramount+ (en ese momento CBS All Access).
| Libro | Libro | Nombre | Episodios | Episodios | Emisión original         | Emisión original       |
| Libro | Libro | Nombre | Episodios | Episodios | Primera emisión          | Última emisión         |
| ----- | ----- | ------ | --------- | --------- | ------------------------ | ---------------------- |
|       | 1     | Agua   | 20        | 20        | 21 de febrero de 2005    | 2 de diciembre de 2005 |
|       | 2     | Tierra | 20        | 20        | 17 de marzo de 2006      | 1 de diciembre de 2006 |
|       | 3     | Fuego  | 21        | 21        | 21 de septiembre de 2007 | 19 de julio de 2008    |

## Personajes
- Aang: es el Avatar, el último representante de los nómadas Aire, así como el único maestro Aire superviviente. Su edad biológica es 12 años,[17] pero en realidad tiene 112, teniendo en cuenta el tiempo que pasó en el iceberg.[18] Por la invención de una técnica especial en el elemento aire, Aang recibió el estatus de maestro del aire y tatuajes en forma de flechas.[11] Está agobiado por la carga de ser el Avatar y quiere ser un niño normal. Según sus convicciones, Aang es pacifista y no mata personas, aunque usa la violencia, pero solo en defensa propia y cuando no tiene la oportunidad de esquivar un golpe, también es vegetariano.[18] Aang tiene como mascotas al bisonte volador gigante Appa y al lémur alado Momo.[19]
- Katara: es una niña de 14 años de la Tribu Agua del Sur, la única maestra Agua de su clan y la hermana de Sokka. Posee dones curativos y posteriormente aprende Sangre Control (manipulación del líquido dentro de los cuerpos de los organismos vivos, convirtiéndolos en marionetas vivientes), un siniestro poder que solo se puede utilizar durante la luna llena.[20] Katara ayuda a mantener la unidad en el equipo de Avatar y hace todo lo posible para advertir a Aang que no tome la decisión equivocada. Lleva el collar de su madre, creyendo que es un talismán que le da fuerza y coraje.[21]
- Sokka: es un guerrero de 15 años de la Tribu Agua del Sur, hermano de Katara.[22] No posee habilidades de control elemental y piensa que el principal problema del mundo es precisamente esta capacidad de las personas. Prefiere las armas, especialmente el boomerang que le regaló su padre y luego una espada forjada por él mismo. Sokka es escéptico y sólo cree en lo que puede ver o tocar, aunque madura con el tiempo y expande sus horizontes conforme avanza la historia.[23]
- Toph Beifong: es una niña de 12 años de una familia adinerada, una de las maestras Tierra más fuertes; ciega de nacimiento, pero puede «ver» al sentir las vibraciones del suelo. Conocida con el sobrenombre de «La bandida ciega».[24] Toph es grosera y directa, pero también honesta y abierta. Ella le enseña a Aang Tierra Control.[25] Su gran habilidad le permitió desarrollar el Metal Control, superando así una de las mayores debilidades de los maestros Tierra.[26]
- Zuko: es un maestro Fuego de 16 años, hijo del Señor del Fuego Ozai, hermano de Azula y sobrino de Iroh. Por comportamiento indigno en un consejo militar, fue retado a duelo por su propio padre, donde recibió una quemadura alrededor del ojo izquierdo y fue expulsado del país con la condición de regresar sólo después de capturar o matar al Avatar.[27] Al final de la serie, Zuko se pone del lado de Aang y le enseña el Fuego Control, y también se convierte en el nuevo Señor del Fuego acabada la guerra.[28]
- Iroh: es un maestro Fuego de mediana edad, el hermano mayor de Ozai, el tío de Zuko y Azula. Perdió a su único hijo durante el asedio de la ciudad de Ba Sing Se y ahora trata a Zuko como a un hijo. Iroh es sabio, inteligente y tiene buen sentido del humor.[29] Después de su exilio, Zuko decidió no dejarlo y fue en busca del Avatar con él. Iroh domina algunas técnicas poco comunes en los maestros Fuego: respiración de fuego, así como la creación y redirección de rayos.[26]
- Azula: es una maestra fuego de 14 años,[30] hija de Ozai, hermana de Zuko y sobrina de Iroh. Inteligente, arrogante y engañosa. Tiene la capacidad de crear llamas azules y relámpagos.[31]

## Desarrollo

### Concepción y producción
Los cocreadores y productores de Avatar: la leyenda de Aang, Michael Dante DiMartino y Bryan Konietzko, se conocieron en una fiesta de Halloween en 1995, durante su época de estudiantes en la Escuela de Diseño de Rhode Island, y comenzaron su colaboración profesional ese mismo año, cuando Konietzko ayudó a DiMartino a pintar fondos y cels para la película estudiantil de este último. DiMartino y Konietzko se trasladaron a Los Ángeles en 1996 y 1998, respectivamente, para trabajar en la industria de la animación. Entre un trabajo y otro, DiMartino animó un corto titulado Atomic Love que propuso como serie de televisión, pero no tuvo éxito debido a la cantidad de series de animación basadas en robots que ya estaban en desarrollo. Durante la etapa de Konietzko como director artístico de Invasor Zim, DiMartino y él formularon la idea de lanzar una serie basada en su infancia, pero estaban demasiado ocupados con sus respectivos trabajos para consolidar el concepto. Cuando Invader Zim se canceló abruptamente en enero de 2002, Konietzko declaró a DiMartino que estaba decidido a llevar a cabo su idea a toda costa.
Para entonces, Konietzko había establecido una buena relación con el jefe de desarrollo de Nickelodeon, Eric Coleman, que estaba interesado en la posibilidad de que Konietzko creara y presentara su propia serie. Al terminar su trabajo en Invasor Zim, Konietzko se reunió con Coleman, le presentó a DiMartino y hablaron de su intención de crear una serie con corazón e integridad que cumpliera los requisitos comerciales de la cadena. Aunque la reunión fue bien, Coleman reveló que la cadena no buscaba historias de madurez basadas en personajes humanos. Añadió que la cadena seguía la estela del éxito de las películas de El Señor de los Anillos y Harry Potter, por lo que buscaba conceptos de acción y aventura no violentos, con énfasis en las leyendas y el saber popular. Por último, estableció que la serie requeriría el punto de vista de un héroe infantil o de un personaje no humano, haciendo hincapié en que los protagonistas humanos de mediana edad estarían fuera de marca para Nickelodeon. Konietzko concluyó la reunión con la promesa de presentar una propuesta en este sentido en el plazo de un mes.
DiMartino y Konietzko expusieron indiscriminadamente sus bocetos conceptuales en su esfuerzo por establecer una nueva idea. Entre ellos, un boceto que Konietzko creó durante su etapa en Invasor Zim, en el que aparecían un mono robot cíclope con una flecha en la cabeza y un bastón en la mano, un hombre calvo de mediana edad con un traje futurista y un híbrido bípedo de oso polar y perro. Konietzko citó Cowboy Bebop como la principal influencia del sketch, describiéndolo como un intento «a medias» de un concepto similar de aventura de ciencia ficción. Recordando el consejo de Coleman contra los protagonistas de mediana edad, Konietzko redibujó al personaje humano como un niño, pero mantuvo su calvicie y le transfirió el bastón y las flechas del robot. Después de añadir el nuevo dibujo a la colección de bocetos, Konietzko empezó a dibujar otros extravagantes híbridos de animales, que culminaron en el dibujo de un niño bonachón y nómada «a lo Huck Finnes» que pastorea a un grupo de híbridos voladores de bisonte y manatí. El boceto estaba influenciado por las obras de Hayao Miyazaki, de quien Konietzko y DiMartino eran admiradores.
DiMartino se inspiró en un documental sobre la Expedición Imperial Transantártica para crear lo que se convertiría en la Tribu del Agua del Sur, y propuso a Konietzko la idea de un grupo de personas atrapadas en el Polo Sur. Dos semanas después de su encuentro con Coleman, Konietzko se sintió repentinamente inspirado por la idea de DiMartino y formuló el concepto de un grupo de niños en el Polo Sur aterrorizados por la «gente del fuego» y rescatados por el joven nómada de su dibujo anterior. Konietzko y DiMartino volvieron a reunirse esa noche y empezaron a crear el escenario de la serie durante las dos semanas siguientes. Aunque DiMartino y Konietzko eran fans de las dos exitosas series británicas de fantasía que Nickelodeon pretendía emular, la pareja optó por diferenciar su propia serie insertando influencias de las culturas y filosofías asiáticas, las artes marciales tradicionales, el yoga, el anime y el cine de Hong Kong. Los cocreadores presentaron con éxito el concepto a Coleman con los primeros bocetos de Aang, Katara y Sokka, tres imágenes en color que mostraban los aspectos de acción, aventura y magia deseados, y una descripción de los personajes, el escenario y el arco argumental completo de la serie. La serie se presentó al público en un teaser reel en la Comic-Con 2004, y se estrenó el 21 de febrero de 2005.
Según el guionista Aaron Ehasz, Konietzko y DiMartino pensaron en un principio que la serie duraría tres temporadas, pero Nickelodeon preguntó a Ehasz cuáles serían sus ideas para una cuarta temporada, ideas que más tarde discutió tanto con Konietzko como con DiMartino. Ehasz creía que se crearía una cuarta temporada, pero este plan se interrumpió cuando Konietzko y DiMartino se ocuparon de ayudar a M. Night Shyamalan en la película The Last Airbender. Ehasz afirma que Shyamalan insistió en que crearan una cuarta temporada, pero Konietzko y DiMartino querían centrarse en la película de acción real, ya que eran productores ejecutivos del proyecto. Sin embargo, Konietzko y DiMartino lo han negado y afirman que ni ellos ni Nickelodeon se plantearon nunca una cuarta temporada.

### Piloto
En 2003 se rodó un episodio piloto de la serie. Fue animado por Tin House, Inc, escrito por Michael Dante DiMartino y Bryan Konietzko, y dirigido por Dave Filoni. Mitchel Musso puso voz a Aang en este episodio piloto, pero fue sustituido por Zach Tyler Eisen cuando comenzó la producción de la serie. En el episodio, Sokka y su hermana Kya (rebautizada como Katara cuando se emitió la serie) deben viajar por el mundo para encontrar amos para Aang, que es el Avatar; sin embargo, deben eludir a un enemigo crítico, el príncipe Zuko de la Nación del Fuego, que quiere capturar a Aang.
Este episodio se publicó por primera vez como uno de los extras de la caja de DVD de la primera temporada en NTSC, que no estaban disponibles con los volúmenes individuales publicados anteriormente. Como la caja PAL carece de extras, el episodio no se puso a la venta en DVD en las regiones PAL. El episodio se publicó con comentarios de audio de los creadores que, a diferencia de los comentarios de otros episodios de la temporada, no se pueden desactivar en el DVD. El 14 de junio de 2010, el piloto no emitido se puso a disposición con y sin comentarios por primera vez a través de iTunes Store. En 2020, el piloto se emitió en Twitch.

### Influencias

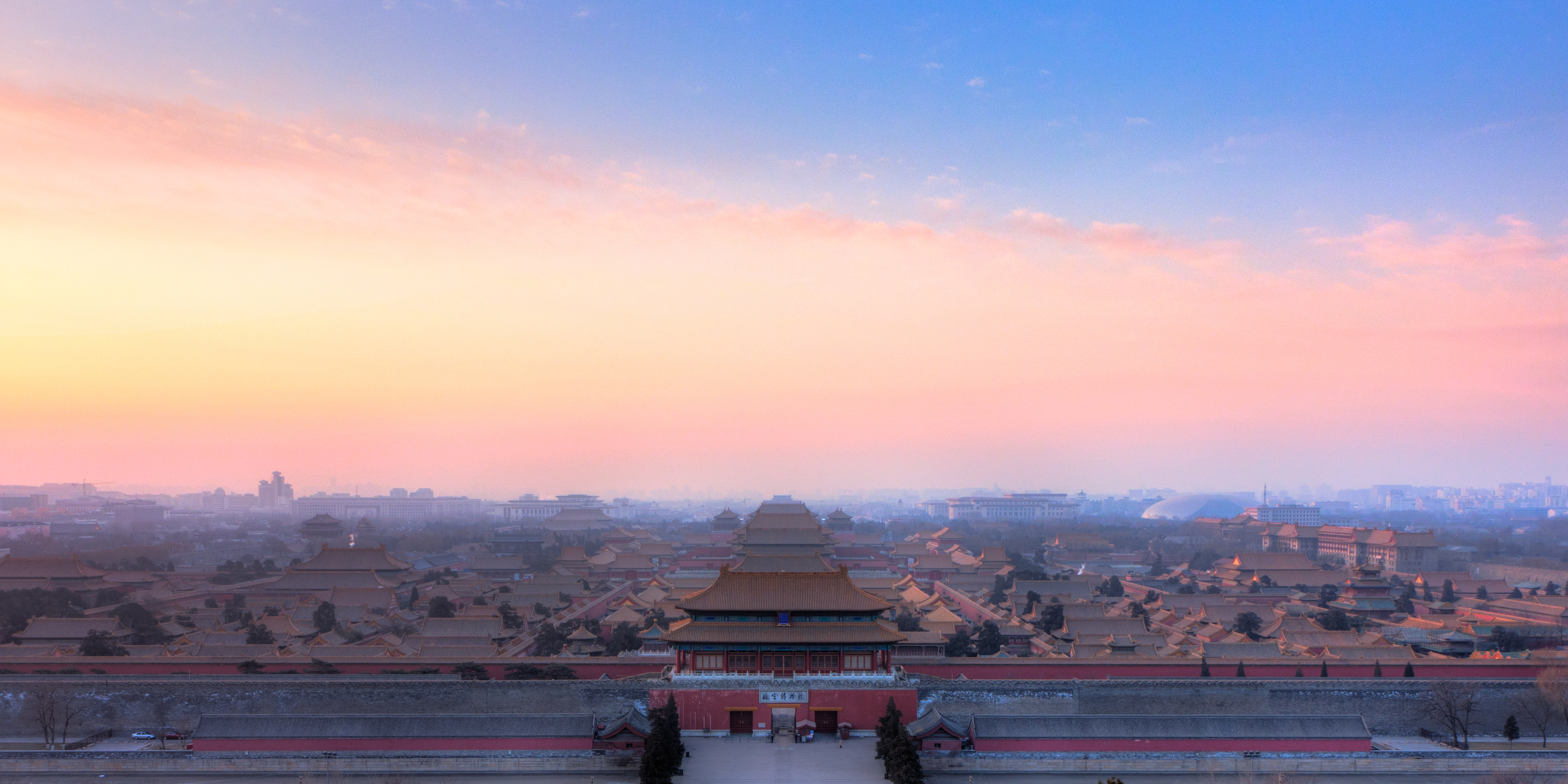
Los lugares ficticios que aparecen en la serie se basan en la arquitectura y el diseño de lugares reales. Por ejemplo, los creadores modelaron la ciudad de Ba Sing Se a partir de la Ciudad Prohibida de Pekín (China).

La serie destaca por inspirarse en gran medida en el arte y la mitología de Asia Oriental para su universo, especialmente en la cultura china. Sus creadores contrataron al consultor cultural Edwin Zane y al calígrafo chino Siu-Leung Lee para que les ayudaran a determinar la dirección artística y la ambientación. Los creadores han citado el arte y la historia chinos, el hinduismo, el taoísmo y el budismo, y el yoga como las influencias más fuertes en la serie.
Jeremy Zuckerman y Benjamin Wynn crearon juntos la música y el diseño de sonido de la serie en las primeras fases de desarrollo y luego se dividieron las tareas, asumiendo Zuckerman la responsabilidad musical y Wynn el diseño de sonido. Experimentaron con una amplia gama de instrumentos, como el guzheng, la pipa y el duduk, para adaptarlos a la ambientación asiática de la serie.
El estilo artístico de las localizaciones ficticias utilizadas en la serie se basa en lugares reales de Asia. Lugares como la Ciudad Prohibida y la Gran Muralla China de Pekín sirvieron de inspiración para la ciudad del Reino de la Tierra de Ba Sing Se, y las localizaciones de las Tribus del Agua se basaron en las culturas inuit y sireniki. Según el escritor Aaron Ehasz, los primeros diseños de la Nación del Fuego se basaban en la cultura japonesa. Para evitar hacer afirmaciones amplias por accidente, rediseñaron muchos escenarios y pueblos para que estuvieran más «ampliamente inspirados». Para el diseño final, los creadores optaron por un estilo más chino para la ropa y la arquitectura de la Nación del Fuego. Por ejemplo, el Templo del Fuego se basó en la Torre de la Grulla Amarilla, ya que sus elementos arquitectónicos en forma de llama eran un motivo perfecto para la arquitectura de la Nación del Fuego, según los creadores.
Los gestos utilizados por los personajes «maestros» proceden de las artes marciales chinas, para lo que los creadores emplearon como consultor a Sifu Kisu, de la Asociación Atlética China del Puño Armonioso. Cada estilo de lucha es único para los «maestros» que lo utilizan o para los personajes que están alineados con un determinado elemento. Por ejemplo, los practicantes del «agua-control» utilizan movimientos influidos por el taichí y centrados en la alineación, la estructura corporal, la respiración y la visualización. El Hung Gar inspiró a los practicantes de «tierra-control», y fue elegido por sus posturas firmemente arraigadas y sus poderosos golpes como representación de la solidez de la tierra. El Shaolin del Norte, que utiliza fuertes movimientos de brazos y piernas, fue elegido para representar el «fuego-control». El Bagua, que utiliza movimientos circulares dinámicos y rápidos cambios de dirección, se utilizó para el «aire-control». El estilo Chu Gar Southern Praying Mantis puede verse practicado por la maestra tierra Toph, que desarrolla un estilo de lucha único como resultado de su ceguera. El cine asiático influyó en la presentación de estos movimientos de flexión de artes marciales.

## Temas
La serie aborda muchos temas que rara vez se tocan en el entretenimiento juvenil, como cuestiones relacionadas con la guerra, el genocidio, el imperialismo, el colonialismo y el totalitarismo, la discriminación de género y el empoderamiento femenino, la marginación y la opresión, la espiritualidad, así como las cuestiones filosóficas en torno al destino, la suerte y el libre albedrío. La serie está ambientada en un periodo en el que el mundo está inmerso en una guerra imperialista iniciada por la Nación del Fuego. Aunque la guerra es un telón de fondo constante, la serie describe sus efectos a través de los ojos de la gente corriente —los oprimidos ciudadanos del Reino de la Tierra y los adoctrinados escolares de la Nación del Fuego— para mostrar cómo la guerra convierte a todos en víctimas. Y aunque se presenta a la Nación del Fuego como instigadora de la violencia, la serie también describe la desigualdad sistémica que sufren los habitantes de la ciudad de Ba Sing Se, en el Reino de la Tierra, así como las nefastas actividades de la policía secreta de la ciudad. Estas situaciones muestran la naturaleza corruptora del poder y los matices del bien y el mal. La serie introduce a los espectadores en el genocidio desde el principio, cuando el protagonista, Aang, visita su antiguo hogar en el Templo del Aire del Sur. Allí descubre que su pueblo ha sido masacrado y muestra una serie de emociones que van desde la rabia a la tristeza.
El personaje de Zuko y su relación con su padre y su tío Iroh es el principal arco de redención de la serie, y representa el mensaje de la serie de que el destino y la suerte no son vinculantes ni están fijados por otras personas, sino que pueden cambiarse. En la segunda temporada, Zuko lucha por ajustarse al destino y al camino determinados por su padre, pero Iroh le incita, preguntándole: «¿Quién eres, qué quieres?». El programa también representa un elenco diverso de personajes para abordar el tema de la marginación. Por ejemplo, al presentar a un personaje ciego como Toph y a un chico parapléjico como Teo, la serie representa a personajes con vulnerabilidades que superan sus limitaciones físicas y sociales. Lo mismo ocurre con los personajes femeninos de la serie. Por ejemplo, la protagonista femenina Katara se enfrenta a un sexismo sistémico cuando llega a la Tribu del Agua del Norte para aprender el control del agua. En otro caso, su hermano Sokka desprecia inicialmente a las guerreras Kyoshi, pero aprende a respetar y apreciar sus habilidades. Según Kirk Hamilton de Kotaku, estos temas representan el mensaje de la serie de que es más importante ser uno mismo que atenerse a las expectativas de la sociedad.

## Recepción

### Audiencia
Avatar: la leyenda de Aang fue la serie de televisión de animación de mayor audiencia en su demografía en su estreno; una media de 1,1 millones de espectadores vieron cada nuevo episodio. Su episodio de mayor audiencia fue de 5,6 millones de espectadores y fue una parte muy valorada de la programación de Nicktoons más allá de su grupo demográfico de 6 a 11 años. El 15 de septiembre de 2006 se emitió un especial de una hora de duración, The Secret of the Fire Nation, compuesto por los episodios «The Serpent's Pass» y «The Drill», que atrajo a 4,1 millones de espectadores. Según los índices de audiencia de Nielsen, el especial fue el quinto programa de televisión por cable de mayor audiencia esa semana. En 2007, Avatar: la leyenda de Aang se distribuyó en más de 105 países y fue uno de los programas más vistos de Nickelodeon. La serie ocupó el primer puesto de Nickelodeon en Alemania, Indonesia, Malasia, Países Bajos, Bélgica y Colombia.
El final de la serie en cuatro partes, «El cometa de Sozin», obtuvo los índices de audiencia más altos de la serie. Su primera emisión promedió 5,6 millones de espectadores, un 95 por ciento más de los que Nickelodeon tuvo a mediados de julio de 2007. Durante la semana del 14 de julio, fue el programa más visto por el grupo demográfico de menores de 14 años. La popularidad del final se reflejó en los medios de comunicación en línea; Rise of the Phoenix King, un juego en línea de Nick.com basado en «Sozin's Comet», tuvo casi 815 000 jugadas en tres días.

### Recepción de la crítica
Avatar: la leyenda de Aang fue aclamada en todo el mundo. En julio de 2020, la serie tenía una puntuación de la crítica del 100 % en Rotten Tomatoes, basada en 23 reseñas. Max Nicholson de IGN, la calificó de «imprescindible» y la describió como «una de las mejores series de animación de todos los tiempos». Nick Hartel de DVD Talk, calificó la serie de notable, «un programa para niños» cuyo legado «debería perdurar en los años venideros». Erik Amaya de Bleeding Cool, describió la serie como «impresionante en su sofisticación» y «fantástica». Henry Glasheen de SLUG Magazine, calificó la serie de «aventurera y emocionante», un «clásico» y, en ocasiones, conmovedora. Según Brittany Lovely de Hypable, cuenta historias «complejas y hermosas». Joe Corey de Inside Pulse, describió la serie como un híbrido anime-acción. Chris Mitchell de Popzara, la calificó como una de las mejores series emitidas en Nickelodeon, alabando la música de fondo y la actuación de las voces. D. F. Smith de IGN, la recomendó a los espectadores que disfrutan con los dibujos animados de acción y aventuras.
Rob Keyes de Screen Rant, calificó la serie de «uno de los mejores dibujos animados jamás realizados». Mike Noyes de Inside Pulse, la recomendó a los espectadores que disfrutan con «grandes» aventuras. Gord Lacey de TVShowsOnDVD.com, calificó la serie de «uno de los mejores programas de animación de la historia». Según Todd Douglass, Jr. de DVD Talk, los adultos disfrutarán de la serie tanto como los niños. Joshua Miller de CHUD.com, la calificó de «fenomenal» y de «uno de los programas (infantiles o para adultos) mejor animados que ha tenido la televisión estadounidense»; según Miller, la serie está muy influenciada por el anime. Tim Janson de Cinefantastique, la describió como «uno de los programas de animación más atractivos que se han producido». Dennis Amith de J!ENT, calificó la serie de «una de las mejores series de animación emitidas en Estados Unidos por creadores estadounidenses». Amith alabó su sofisticado argumento, su agudeza, su humor y su acción. Franco «Cricket» Te de Nerd Society, describió Avatar: la leyenda de Aang como «uno de los mejores dibujos animados» que había visto nunca, y recomendó la serie por sus personajes y su trama. Scott Thill de Wired, calificó la serie de atractiva y su ambientación, influida por el mundo oriental, de «fantástica». Kirk Hamilton de Kotaku, dijo que la serie debería formar parte de la Edad de Oro de la Televisión, y recomendó a los demás «la sofisticada serie infantil».
El guion y los temas de la serie han sido ampliamente alabados por la crítica. Michael S. Mammano de Den of Geek, calificó la trama de «inteligentemente escrita» y alabó la animación. Nicole Clark que escribe para Vice News, afirma que la profundidad narrativa de la serie es «su mayor baza», y elogia la «autenticidad emocional» de la historia y el modo en que «expone a los espectadores más jóvenes a temas más oscuros, como el genocidio y el autoritarismo, a la vez que les proporciona un marco para comprenderlos». A Jenifer Rosenberg de ComicMix, le gustó el énfasis del programa en la familia, los amigos, la comunidad y la educación. Según Nick Hartel, la serie aborda temas como «el genocidio y la duda sobre uno mismo» sin asustar a los niños más pequeños; los pícaros personajes son redimibles, lo que transmite el importante mensaje de que las personas pueden cambiar y no están atadas al «destino». Chris Mitchell calificó la trama de «fantástica». D. F. Smith comparó la trama de la serie con los dibujos animados de acción japoneses, calificando su tono y sus diálogos de «muy americanos» y alabando el humor que adereza un tema épico y dramático apto para todas las edades. Rob Keyes también alabó el humor de la serie y su conmovedora trama: «[Os] cautivará el corazón».
Según Mike Noyes, la serie amalgama elementos de las «epopeyas fantásticas clásicas». Todd Douglass, Jr. calificó la trama de atractiva, bien pensada y significativa. El concepto de la serie está «bien realizado», con una historia coherente. Douglass escribió que los personajes «[tienen] un verdadero sentido de la progresión», y elogió a los guionistas por su humor, dramatismo y emoción. Joshua Miller calificó la serie de sorprendentemente oscura a pesar de su temática «tonta»; la trama es más animada que la de Lost y, al igual que en este último programa, hace hincapié en el desarrollo de los personajes. Según Miller, está escrita «con un verdadero nivel de narración para adultos». Tim Janson describió la serie como algo más que fantasía y superhéroes, ya que considera a los personajes centrales y cercanos. «Cricket» Te alabó el uso que la serie hace de las filosofías budistas y la diversa presentación de sus temas sobre el valor y la vida. Kirk Hamilton elogia la serie por animar a su público a ser ellos mismos y por su tranquilo progresismo.
Los críticos también alabaron el desarrollo de los personajes, el arte, la animación y la coreografía de Avatar: la leyenda de Aang; Eric Amaya disfrutó con la expresiva animación que complementa el guion. Según Amaya, los elementos estaban influenciados por Hayao Miyazaki. Todd Douglass, Jr. calificó de interesante el desarrollo de los personajes, mientras que Nicole Clark escribió que la serie «consiguió lo que tan pocas series, incluso hoy en día, han logrado: reunir un elenco de personajes que representa el mundo tal y como es, con un abanico de identidades y experiencias». Jenifer Rosenburg elogió el retrato que hace la serie de las mujeres como «fuertes, responsables [e] inteligentes». Según Joshua Miller, el hecho de que los personajes se doblen para realizar actividades cotidianas aporta «profundidad y verosimilitud» al mundo de Avatar. Miller calificó los diseños de la serie de «ricos y envolventes», con un aspecto propio y detallado para cada nación. Elogió las escenas de acción por estar «bien representadas», comparando el desarrollo del mundo de Avatar con el de El Señor de los Anillos, y la coreografía de las peleas por ser «maravillosa hasta en sus más mínimos detalles». D. F. Smith disfrutó con el minucioso trasfondo de la serie. «Cricket» Te alabó la paleta de colores de cada episodio y la combinación de artes marciales y magia de las coreografías. Nick Hartel criticó la animación, aunque la consideró una mejora con respecto a anteriores programas de Nickelodeon. Chris Mitchell calificó la animación de fluida. «Cricket» Te coincidió, señalando su influencia manga. Según Brittany Lovely, en las batallas los personajes no bender se ven «eclipsados» por sus homólogos bender. Joe Corey calificó de «gran logro» la acción y los entornos de la animación, y Rob Keyes alabaron las coreografías de lucha de la serie. Según Kirk Hamilton, las secuencias de acción de la serie son asombrosas a la vez que apropiadas y emocionantes para los niños.

### Legado
Avatar: la leyenda de Aang se ha convertido en un clásico de culto y tuvo un gran impacto en la década de 2010 en la forma en que las cadenas veían los programas de animación; los programas infantiles posteriores a menudo difuminaban las líneas entre la programación juvenil y la adulta, presentando temas más adultos. Múltiples publicaciones de medios de comunicación han aclamado Avatar como una de las mejores series de televisión (de animación) de todos los tiempos. En 2013, TV Guide incluyó Avatar entre la lista de los 60 mejores dibujos animados de todos los tiempos. En 2018, Vanity Fair clasificó la serie como el 11º mejor programa de televisión animado. IndieWire situó a Avatar en el número 36 de su lista de 2018 de las «50 mejores series de animación de todos los tiempos».
La serie experimentó un resurgimiento de popularidad tras su incorporación a Netflix el 15 de mayo de 2020; alcanzó el puesto número uno en el top series de la plataforma en Estados Unidos cuatro días después de su estreno, y fue la película o serie más popular de la semana del 14 al 21 de mayo. La serie mantuvo un puesto dentro de las diez mejores series de Netflix durante un tiempo récord de 60 días, la mayor cantidad de cualquier programa desde que la compañía debutó su lista de las mejores series en febrero de 2020. La serie se convertiría en la serie infantil más vista del año en la plataforma. Tanto los fanáticos como los cocreadores, Michael Dante DiMartino y Bryan Konietzko, atribuyeron la renovada popularidad de Avatar a su relevancia para los acontecimientos contemporáneos, como la pandemia de COVID-19 y los disturbios raciales en Estados Unidos: «Los principales temas de las historias —genocidio, totalitarismo, injusticia sistémica, abusos— han sido, por desgracia, temas omnipresentes a lo largo de la historia y siguen siéndolo. La serie es un reflejo de nuestro mundo. Pero resulta que ahora vivimos una época en la que todos estos problemas se han exacerbado».

### Premios y nominaciones
| Año  | Premio                                                | Categoría                                               | Nominado(s)                                                                   | Resultado | Ref.    |
| ---- | ----------------------------------------------------- | ------------------------------------------------------- | ----------------------------------------------------------------------------- | --------- | ------- |
| 2005 | Premios Pulcinella                                    | Mejor serie de televisión de acción y aventuras         | Avatar: la leyenda de Aang                                                    | Ganadora  | [ 102 ] |
| 2005 | Premios Pulcinella                                    | Mejor serie de televisión                               | Avatar: la leyenda de Aang                                                    | Ganadora  | [ 102 ] |
| 2006 | Premios Annie                                         | Mejor producción televisiva de animación                | Avatar: la leyenda de Aang                                                    | Nominada  | [ 103 ] |
| 2006 | Premios Annie                                         | Storyboarding en una producción televisiva de animación | Lauren MacMullan por «El desertor»                                            | Ganadora  | [ 103 ] |
| 2006 | Premios Annie                                         | Escribir para una producción televisiva de animación    | Aaron Ehasz y John O'Bryan por «El Adivino»                                   | Nominada  | [ 103 ] |
| 2007 | Nickelodeon Australian Kids' Choice Awards            | Dibujos animados favoritos                              | Avatar: la leyenda de Aang                                                    | Nominada  | [ 104 ] |
| 2007 | Premios Annie                                         | Animación de personajes en una producción televisiva    | Yu Jae Myung por «The Blind Bandit»                                           | Ganadora  | [ 105 ] |
| 2007 | Premios Annie                                         | Dirección en una producción televisiva de animación     | Giancarlo Volpe por «El Taladro»                                              | Ganadora  | [ 105 ] |
| 2007 | Premios Génesis                                       | Programación infantil destacada                         | «Appa's Lost Days»                                                            | Ganadora  | [ 106 ] |
| 2007 | Premios Primetime Emmy                                | Mejor programa de animación                             | «City of Walls and Secrets»                                                   | Nominada  | [ 107 ] |
| 2007 | Premios Primetime Emmy                                | Realización individual destacada en animación           | Sang-Jin Kim por «Lago Laogai»                                                | Ganadora  | [ 108 ] |
| 2008 | Kids' Choice Awards                                   | Dibujos animados favoritos                              | Avatar: la leyenda de Aang''                                                  | Ganadora  | [ 109 ] |
| 2008 | Festival Internacional de Cine de Animación de Annecy | Series de televisión                                    | Joaquim Dos Santos por «El día del Sol Negro, Parte 2: El Eclipse»            | Nominada  | [ 110 ] |
| 2008 | Premios Peabody                                       | Premios Peabody                                         | Avatar: la leyenda de Aang                                                    | Ganadora  | [ 111 ] |
| 2008 | Premios Satellite                                     | Mejor DVD juvenil                                       | Book 3: Fire, Volume 4                                                        | Nominada  | [ 112 ] |
| 2009 | Premios Annie                                         | Mejor producción televisiva de animación para niños     | Avatar: la leyenda de Aang                                                    | Ganadora  | [ 113 ] |
| 2009 | Premios Annie                                         | Dirección en una producción televisiva de animación     | Joaquim Dos Santos por «El cometa de Sozin, tercera parte: hacia el infierno» | Ganadora  | [ 113 ] |
| 2009 | Golden Reel Awards                                    | Mejor edición de sonido: Animación para televisión      | «Sozin's Comet, Part 4: Avatar Aang»                                          | Nominada  | [ 114 ] |
| 2009 | Nickelodeon Australian Kids' Choice Awards            | Dibujos animados favoritos                              | Avatar: la leyenda de Aang                                                    | Ganadora  | [ 115 ] |
| 2010 | Nickelodeon Australian Kids' Choice Awards            | Top Toon                                                | Avatar: la leyenda de Aang                                                    | Ganadora  | [ 116 ] |

## Adaptaciones

### Adaptación cinematográfica
La primera temporada de la serie fue la base de la película de acción real de 2010 The Last Airbender, escrita y dirigida por M. Night Shyamalan. Pretendía ser la primera de una trilogía de películas, cada una de las cuales se basaría en una de las tres temporadas de televisión. La película recibió críticas generalizadas por su guion, sus interpretaciones, su reparto blanco y la dirección de Shyamalan; obtuvo un 5 % de aprobación en Rotten Tomatoes y cinco premios Razzie en la 31.ª edición de los Golden Raspberry Awards, incluido el de peor película, y algunos críticos la describieron como una de las peores películas jamás rodadas. Aunque la película compartía originalmente el título de la serie de televisión, se utilizó el de The Last Airbender porque los productores temían que se confundiera con Avatar, la película de James Cameron. The Last Airbender está protagonizada por Noah Ringer como Aang, Nicola Peltz como Katara, Jackson Rathbone como Sokka, Dev Patel como Zuko y Shaun Toub como Iroh.

### Remakede la serie de acción real
Netflix anunció en septiembre de 2018 que un remake de acción real «reimaginado» de Avatar iba a comenzar su producción en 2019. Los creadores originales de la serie, DiMartino y Konietzko, iban a ser los productores ejecutivos y showrunners. El 12 de agosto de 2020, Michael Dante DiMartino y Bryan Konietzko revelaron en sus redes sociales que habían abandonado la serie debido a diferencias creativas. En febrero de 2021, se informó de la incorporación de Albert Kim como showrunner. La primera temporada se estrenó en Netflix el 22 de febrero de 2024, y recibió críticas dispares. El 6 de marzo de 2024, Netflix renovó la serie por una segunda y tercera temporada.

## Secuelas y continuaciones

### Series de televisión
La leyenda de Korra serie secuela de Avatar: la leyenda de Aang, se estrenó en Nickelodeon el 14 de abril de 2012. Fue escrita y producida por Michael Dante DiMartino y Bryan Konietzko, los creadores y productores de la serie original. La serie se tituló inicialmente Avatar: Legend of Korra, y luego The Last Airbender: Legend of Korra, que transcurre setenta años después del final de Avatar: la leyenda de Aang. La protagonista de la serie es Korra, una chica de 17 años de la Tribu del Agua del Sur que es la encarnación del Avatar tras la muerte de Aang. La serie duró 4 temporadas, terminando después de 52 episodios el 19 de diciembre de 2014.

### Película de animación
En febrero de 2021, junto con el anuncio de la formación de Avatar Studios, se informó de que el primer proyecto del estudio sería una película teatral de animación que comenzaría a producirse a finales de 2021. En junio de 2022, se anunció que Lauren Montgomery, antigua artista de storyboard en Avatar y productora supervisora de Korra, sería la directora. En abril de 2024, Paramount reveló el título provisional de la película, Aang: The Last Airbender, junto con el reparto de Eric Nam como Aang, Dionne Quan como Toph, Jessica Matten como Katara, Román Zaragoza como Sokka y Dave Bautista como antagonista. La película se estrenará en cines el 30 de enero de 2026 de la mano de Paramount Pictures. En la CinemaCon de abril también se reveló que el título de la película será The Legend of Aang: The Last Airbender. 

## En otros medios

### Libros
Se han publicado varios libros basados en la serie. Dark Horse Comics publicó un libro de arte titulado Avatar: The Last Airbender - The Art of the Animated Series el 2 de junio de 2010, con 184 páginas de arte original de la serie. El 25 de noviembre de 2020 se publicó una segunda edición del libro, con una nueva portada y ocho nuevas páginas.
Chronicles of the Avatar es una serie de novelas que narran las historias de los Avatares anteriores a Aang. La serie comenzó con la duología de novelas para jóvenes adultos centrada en Avatar Kyoshi, que fue escrita por F. C. Yee. El primer libro, Avatar, The Last Airbender: The Rise of Kyoshi, fue publicado en julio de 2019 por Abrams Children's Books. La segunda parte de la serie, titulada The Shadow of Kyosh, salió a la venta el 21 de julio de 2020. A esta duología le siguió la tercera novela, The Dawn of Yangchen, también escrita por Yee y publicada el 19 de julio de 2022. La cuarta novela de la serie de Yee, The Legacy of Yangchen, salió a la venta el 18 de julio de 2023. El quinto libro de la serie, titulado The Reckoning of Roku, se centra en el Avatar Roku, será escrito por Randy Ribay y saldrá a la venta el 23 de julio de 2024.

### Cómics
En la revista Nickelodeon Magazine se publicaron varias historias cortas en cómic, y Dark Horse publicó Avatar: The Last Airbender - The Lost Adventures, una recopilación de estas y otras historietas nuevas, el 15 de junio de 2011.
Dark Horse publicó una serie de novelas gráficas de Gene Yang que continúa la historia de Aang tras la Guerra de los Cien Años. Avatar: The Last Airbender – The Promise, publicada en tres volúmenes en 2012, explora el destino de las colonias de la Nación del Fuego que se convierten en la República Unida de La leyenda de Korra. Esta serie se tradujo al hebreo en 2016-2017. Un segundo conjunto de tres cómics, Avatar: The Last Airbender – The Search, se centra en Zuko y Azula, y en el destino de su madre Ursa. The Rift fue seguida por Avatar: The Last Airbender - Smoke and Shadow, sobre una fuerza de resistencia en la Nación del Fuego contra el Señor del Fuego Zuko, que al final de la serie original asumió el trono. La quinta novela gráfica fue Avatar: The Last Airbender - North and South, que sigue a los acontecimientos de Smoke and Shadow y trata de Katara y Sokka regresando a la Tribu del Agua para ver diversos cambios en su tierra natal. La siguiente novela gráfica se titula Desequilibrio y salió a la venta en octubre de 2018. La serie explora el conflicto emergente entre los maestros y los no maestros que se convierte en el centro del conflicto en la primera temporada de la secuela, La leyenda de Korra. A diferencia de los cinco libros anteriores, fue escrito por Faith Erin Hicks.
En 2020, Dark Horse comenzó a publicar cómics independientes, el primero de los cuales fue Katara and the Pirate's Silver, escrito por Faith Erin Hicks y Tim Hedrick, que narra cómo Katara se une a un grupo de piratas tras separarse del resto del equipo Avatar. El cómic salió a la venta el 13 de octubre de 2020. Le siguió Toph Beifong's Metalbending Academy el 17 de febrero de 2021, que sigue a Toph entre los eventos The Rift and Smoke and Shadow. A este le siguió Suki, sola, estrenado el 27 de junio de 2021, y sigue a Suki cuando fue encarcelada tras los acontecimientos del episodio «Los días perdidos de Appa». Estos tres cómics independientes se publicaron en una caja en noviembre de 2021 bajo el nombre de Team Avatar Treasury. Le siguió Azula, de 2023, en Azula in the Spirit Temple, y The Bounty Hunter and the Tea Brewer, de 2024, que se centra en Iroh y June, la cazarrecompensas. El 25 de marzo de 2025, se publicaron Ashes of the Academy, que se centra en Zuko, su media hermana Kiyi y Mai reformando la Real Academia del Fuego para Chicas.

### Videojuegos
Se ha lanzado una trilogía de videojuegos basada en la serie. El videojuego Avatar: The Last Airbender salió a la venta el 10 de octubre de 2006, y Avatar: The Last Airbender - The Burning Earth se estrenó el 16 de octubre de 2007. Avatar: The Last Airbender - Into the Inferno se estrenó el 13 de octubre de 2008. Avatar: Legends of the Arena, un juego de rol multijugador masivo en línea (MMORPG) para Microsoft Windows, fue lanzado el 15 de septiembre de 2008 por Nickelodeon. Los jugadores pueden crear su propio personaje e interactuar con otros jugadores de todo el mundo. Avatar: The Last Airbender fue el juego de Nickelodeon más vendido de THQ en 2006 y uno de los grandes éxitos de Sony CEA. Aang y Zuko aparecen como skins de Merlin y Susano, respectivamente, en SMITE. A principios de 2023 se lanzó un juego de rol por turnos de Navigation Games, titulado Avatar Generations, para iOS y Android. En septiembre de 2023, GameMill Entertainment lanzó Avatar: The Last Airbender - Quest for Balance, que adapta vagamente los acontecimientos de toda la serie. Los personajes y escenarios de Avatar: la leyenda de Aang también aparecen en varios juegos cruzados de Nickelodeon, como Nickelodeon Kart Racers 2: Grand Prix y 3: Slime Speedway, y la serie Nickelodeon All-Star Brawl.

### Concierto
En octubre de 2023, Nickelodeon y GEA Live anunciaron Avatar: The Last Airbender in Concert, una gira de conciertos con la partitura de Zuckerman para la serie. La gira se anunció inicialmente para cuatro fechas y lugares en el Reino Unido, Estados Unidos y Francia, y se estrenó en Londres (Inglaterra) el 21 de enero de 2024. El concierto dura más de dos horas y la música es interpretada por un conjunto orquestal, mientras en una gran pantalla se muestran varios momentos de la serie. Zuckerman, en colaboración con DiMartino, Konietzko y el editor original Jeff Adams, amplió la partitura y las composiciones de la serie para el concierto.